# Clayton Anderson
Pour les articles homonymes, voir Anderson.
Clayton Conrad Anderson est un astronaute américain né le 23 février 1959. Sa mère est Alice J. Anderson et son père John T. Anderson.

## Vols réalisés
Il totalise deux vols dans l'espace.
- Parti à bord du vol STS-117, le 8 juin 2007, il est membre de l'Expédition 15. Il revient à terre le 7 novembre à bord du vol STS-120, après près de 5 mois passés à bord de la station spatiale internationale.
- Le 5 avril 2010, il réalise un second vol comme spécialiste de mission de la mission STS-131.